# Stachyris nigriceps
Stachyris nigriceps е вид птица от семейство Timaliidae.

## Разпространение
Видът е разпространен в Бангладеш, Бутан, Виетнам, Индия, Индонезия, Китай, Лаос, Малайзия, Мианмар, Непал и Тайланд.